# NHK大厅
35°39′58.85″N 139°41′50.56″E / 35.6663472°N 139.6973778°E
NHK大廳（日语：／ Enu eichi kei Hōru */?），又譯NHK音樂廳、NHK會館、NHK表演廳，是日本廣播協會（NHK）的多功能表演設施，與NHK廣播電視中心毗鄰。位於日本東京都澀谷區。這裡也是NHK交響樂團的本據地。

## 历史
由日本放送協會（NHK）籌建、日建设计負責建築設計，音響由永田穗設計，於1972年（昭和47年）11月完工、1973年6月20日正式啟用。它是NHK交響樂團的主要練習與演出場地，也是《NHK紅白歌合戰》、《MUSIC JAPAN》、《NHK歌謠演唱會》、《歌曲演唱會》等多檔NHK電視節目的錄播場地，同時亦接受其他單位租借，提供音樂會、曲藝表演、晚會、演講、會議等各種展演使用。其經營單位為NHK附屬的一般財團法人NHK服務中心。
NHK大廳最早設於NHK東京放送會館旁，於1955年完工，過往NHK許多的現場直播節目如《立體音樂堂》等都是從這裡播出，日後才隨著NHK广播电视中心的啟用遷移至澀谷現址。
2021年3月至2022年6月，為進行耐震工程施工，NHK大廳進行長期關閉。2022年7月，NHK大廳重新啟用。

## 常態性節目
- NHK红白歌合战（自1973年／第24回（日语：第24回NHK紅白歌合戦）開始，每年12月31日）
- MUSIC JAPAN

## 參照
- NHK攝影棚公園
- 公众广场交流厅（日语：みんなの広場ふれあいホール）
- NHK大阪大廳（日语：NHK大阪ホール）

## 來源及注解
1. ↑  .   [2012-07-25]. （原始内容存档于2012-04-26）.
2. ↑  .   [2012-07-25]. （原始内容存档于2012-06-20）.
3. ↑  NHKホールの休館についてPDF - 日本放送協会 2019年4月9日
4. ↑  .   [2020-07-17]. （原始内容存档于2020-08-20）.

## 外部連結
- （日語） 官方网站